# Bring Them Down
Bring Them Down — будущий художественный фильм режиссёра и сценариста Криса Эндрюса. Главные роли в фильме исполнили Барри Кеоган, Кристофер Эббот, Пол Риди и Колм Мини.

## Сюжет
Сюжет фильма рассказывает о Майкле (Эббот), из семьи пастухов, который живёт со своим больным отцом Рэем (Мини). Отягощенный страшной тайной, Майкл отгородился от всего мира. Когда обостряется конфликт с фермером-конкурентом Гэри и его сыном Джеком, Майкл оказывается втянутым в разрушительную цепь событий, заставляющих его столкнуться с ужасами своего прошлого и навсегда изменивших обе семьи.

## В ролях
- Барри Кеоган — Джек
- Колм Мини — Рэй
- Кристофер Эббот — Майкл
- Нора-Джейн Нун — Кэролайн
- Пол Риди — Гэри
- Сьюзан Линч — Пегги

## Производство
О начале работы над фильмом с Полом Мескалом и Томом Бёрком в главных ролях стало известно в марте 2021 года. Фильм станет дебютом в режиссуре для Криса Эндрюса. Финансирование фильма осуществляется компанией Mubi при дополнительном финансировании со стороны Screen Ireland, Broadcasting Authority of Ireland и U.K. Global Screen Fund.
В феврале 2023 года Барри Кеоган и Кристофер Эббот заменили Мескала и Бёрка в актёрском составе.
Съёмки проходили в Ирландии в феврале 2023 года.